# ایکس‌باکس (کنسول)

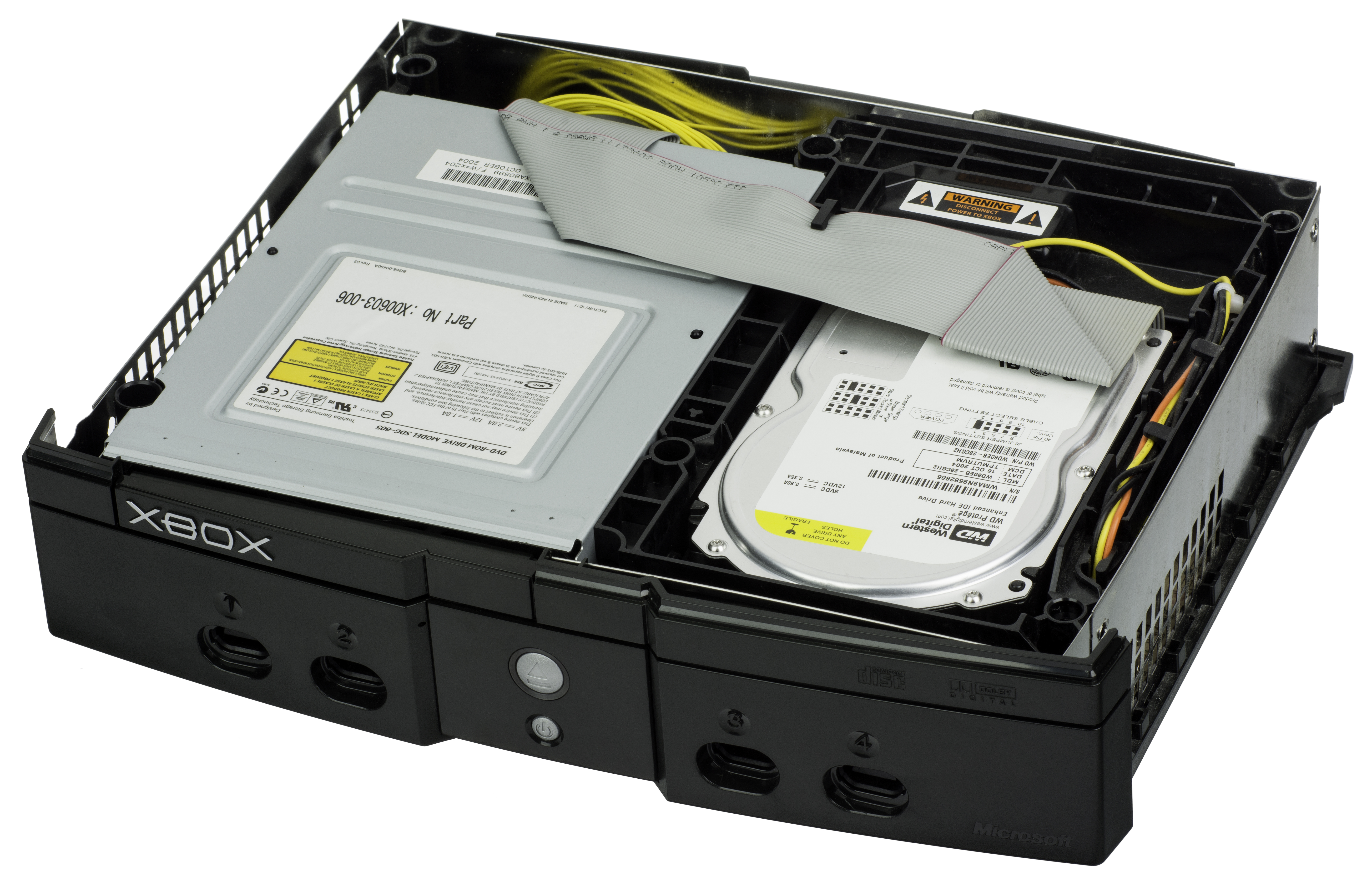
استفاده از اجزای دسکتاپ استاندارد مانند DVD-ROM و هارد دیسک باعث وزن بیشتر و حجیم بودن ایکس‌باکس شده‌است.

ایکس‌باکس (به انگلیسی: Xbox) کنسولی از ششمین نسل کنسولهای بازی ویدئویی است که توسط شرکت مایکروسافت عرضه شد. این اولین حملهٔ مایکروسافت به بازار بازی‌های رایانه‌ای بود که با کنسول‌های پلی استیشن ۲، نینتندو گیم‌کیوب و دریم‌کست به رقابت پرداخت. سرویس اکس‌باکس لایو به بازی‌بازها اجازه رقابت به صورت آنلاین را می‌داد. این کنسول در روز ۱۵ نوامبر ۲۰۰۱ در آمریکای شمالی؛ ۲۲ فوریه ۲۰۰۲ در ژاپن و در ۱۴ مارس ۲۰۰۲ در اروپا و استرالیا عرضه گشت. پس از ارائه ایکس‌باکس لایو (Xbox Live) یا همان شبکه بازی چند نفره، در سال ۲۰۰۵ میلادی اکس‌باکس ۳۶۰ مایکروسافت وارد بازارها شد. ایکس‌باکس اولین جسارت سازنده‌اش در میدان نبرد کنسول‌ها بود. عنوان‌های قابل ذکری که برای این کنسول منتشر شدند شامل: هیلو: نبرد تکامل، امپد، پروژه مسابقه گاتهام، آدورلد: مانچ ادیسه و نینجا گایدن.

## فروش
در تاریخ ۱۵ نوامبر ۲۰۰۱ ایکس‌باکس در آمریکای شمالی آغاز به‌فروش کرد و به سرعت فروخت. شروع آن در آن منطقه با موفقیت همراه شد؛ با فروش ۱/۵۳ میلیون دستگاه در سه ماه پس از شروع، که بالاتر از جانشین خود، اکس‌باکس ۳۶۰ و Wii U است.
| منطقه            | تعداد فروش | شروع           |
| ---------------- | ---------- | -------------- |
| آمریکای شمالی    | ۱۶ میلیون  | ۱۵ نوامبر ۲۰۰۱ |
| اروپا            | ۶ میلیون   | ۱۴ مارس ۲۰۰۲   |
| آسیا و اقیانوسیه | ۲ میلیون   | ۲۲ فوریه ۲۰۰۲  |
| همه جهان         | ۲۴ میلیون  | ندارد          |